# Хайд, Лиана
Лиана Хайд (нем. Liane (Juliane) Haid; 1895—2000) — австрийская актриса и певица; её часто называют первой австрийской кинозвездой.

## Биография
Родилась 16 августа 1895 года в Вене и происходила из баварской знатной семьи её сестра Грит Хайд также стала актрисой кино.
Сценическая карьера Лианы началась с выступлений в балете в театре. Она также получила всестороннее вокальное образование, которое позже оказалось весьма полезным.
В 1915 году она дебютировала в кино у Якоба Флека. Когда о ней узнал режиссёр Рихард Освальд, то предложил Лиане в 1921 году заглавную роль в немом фильме «Леди Гамильтон». После ещё одной важной роли в «Лукреции Борджиа» этого же режиссёра, она собиралась отправиться в Голливуд. Но, выйдя замуж за барона Фридрихом Хеймерле (Friedrich Haymerle, 1881—1969), внука бывшего министра иностранных дел Австро-Венгрии Генриха Карла Хеймерле, она отказалась от этого предложения.
Первым звуковым фильмом, в котором снялась Лиана, был «Der unsterbliche Lump», за которым последовали и другие. В числе её партнёров были Ханс Альберс, Вилли Форст и Густав Фрёлих. Во многих фильмах она пела, в этом ей способствовало вокальное образование.

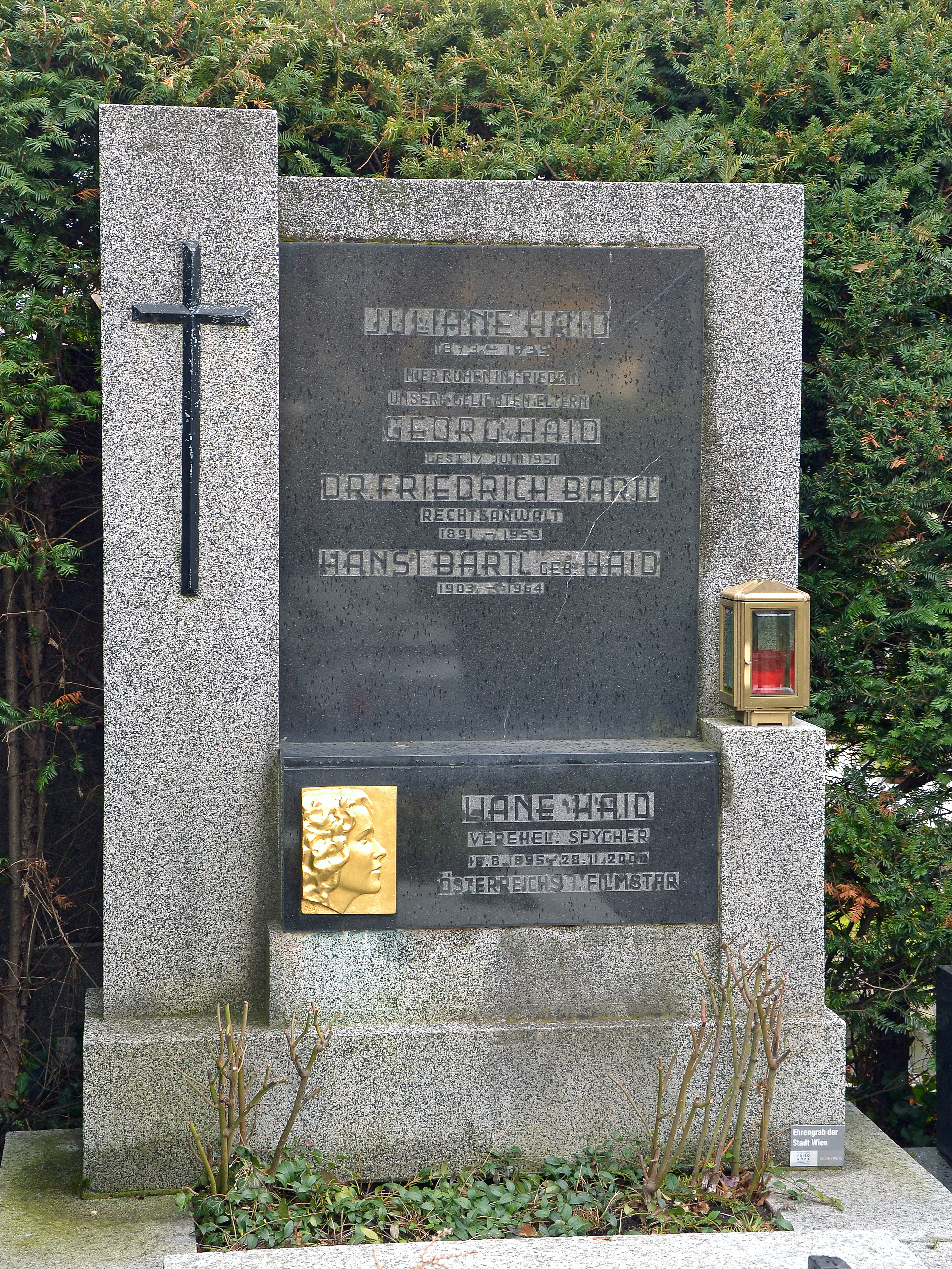
Семейная могила Хайд

В 1937 году распался уже второй брак Лианы с берлинским актёром и режиссёром Хансом Сомборном. После этого она стала получать всё меньше ролей, вышла замуж за швейцарского врача доктора Карла Спайхера (Carl Spycher) и сопровождал его в путешествиях, связанных с исследованием тропиков. Проживала в Швейцарии, но после 30 лет брака снова рассталась и с третьим мужем. После этого Лиана жила в Ваберн-Берне со своим сыном Пьером (Peter Pierre Spycher, род. 1940) от второго брака.
После Второй мировой войны Лиана Хайд снялась только в одном фильме «Im Krug zum grünen Kranze» в 1953 году и официально завершила свою карьеру.
Умерла 28 ноября 2000 года в Ваберн-Берне. Была похоронена на кладбище Дорнбахер в семейном склепе.
В 1969 году за заслуги в немецком кино Лиана Хайд получила премию Filmband in Gold. В 2008 году одна из улиц венского района Хернальс была названа в её честь Liane-Haid-Weg.

## Фильмография
На немецком языке:
| - 1915 год: Mit Herz und Hand fürs Vaterland - 1916 год: Mit Gott für Kaiser und Reich - 1916 год: Auf der Höhe - 1916 год: Der Landstreicher - 1916 год: Die Tragödie auf Schloß Rottersheim - 1916 год: Lebenswogen - 1917 год: Mir kommt keiner aus - 1917 год: Der Verschwender - 1917 год: Der Doppelselbstmord - 1917 год: Der König amüsiert sich - 1917 год: Der Schandfleck - 1918 год: So fallen die Lose des Lebens - 1919 год: Die Ahnfrau - 1921 год: Das Geld auf der Straße | - 1921 год: Der Roman eines Dienstmädchens - 1921 год: Lady Hamilton - 1922 год: Lucrezia Borgia - 1923 год: Schlagende Wetter - 1926 год: Die Brüder Schellenberg - 1926 год: Im weißen Rößl - 1926 год: Als ich wiederkam - 1926 год: Der Sohn des Hannibal - 1927 год: Der goldene Abgrund - 1927 год: Der letzte Walzer - 1927 год: Die weiße Sklavin - 1928 год: Marquis d’Eon, der Spion der Pompadour - 1930 год: Der unsterbliche Lump - 1930 год: Das Lied ist aus | - 1931 год: Die Männer um Luci - 1932 год: Ich will nicht wissen, wer du bist - 1933 год: Madame wünscht keine Kinder - 1933 год: Eine Frau wie du - 1933 год: Der Stern von Valencia - 1933 год: Sag mir wer du bist - 1933 год: Polizeiakte 909 (Taifun) - 1933 год: Keine Angst vor Liebe - 1934 год: Besuch am Abend - 1936 год: Ungeküsst soll man nicht schlafen geh’n - 1936 год: Whom the Gods Love - 1937 год: Peter im Schnee - 1940 год: Die unvollkommene Liebe - 1953 год: Im Krug zum grünen Kranze |